# 服部邦雄
服部 邦雄（はっとり くにお、1922年4月1日 - 1989年4月15日）は、日本の経営者。ブリヂストン社長を務めた。東京都出身。

## 経歴
1947年に東京帝国大学法学部法律学科を卒業し、1951年にブリヂストンタイヤに入社。1970年2月に取締役に就任し、1973年8月に常務、1976年3月に専務を経て、1980年3月に副社長に就任し、1981年3月に社長に昇格。1985年2月に会長に就任。
1989年4月15日急性心不全のために死去。67歳没。